# Urso de pelúcia
Urso de pelúcia (português brasileiro) ou urso de peluche (português europeu) é um brinquedo que se baseia no miniaturismo de um urso confeccionado em tecido, mais propriamente a peluche (pelúcia). É uma das mais populares variantes dos brinquedos de pelúcia.

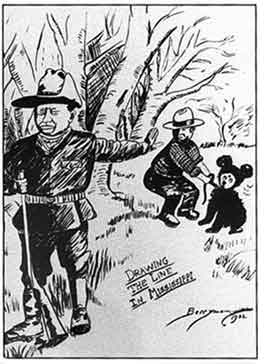
Charge do ato de Theodore Roosevelt

Seu nome em língua inglesa, teddy bear, advém do ex-presidente dos Estados Unidos da América, Theodore Roosevelt, que era apelidado de "Teddy" (ainda que detestasse ser chamado como tal). O nome do brinquedo originou de um incidente em uma viagem de caça aos ursos, em novembro de 1902 no Mississippi, organizada pelo governador estadual Andrew Longino, que convidou o presidente Roosevelt. Havia diversos caçadores competindo, e a maioria deles já matara um animal selvagem. O séquito de Roosevelt, liderado por Holt Collier, encurralou, espancou e prendeu um baribal a um salgueiro, após tê-lo perseguido exaustivamente com cães de sala. Então chamaram Roosevelt ao local para sugerir-lhe que matasse o urso a tiros. Ele recusou-se a disparar no urso, considerando-o antidesportivo, mas instruiu que o animal fosse sacrificado para livrá-lo da dor, o que se tornou o tema de uma charge política desenhada por Clifford Berryman para o The Washington Post de 16 de novembro de 1902. Enquanto que o desenho inicial de um urso adulto laçado por um adjunto e um Roosevelt desgostoso tinha conotações simbólicas, impressões posteriores desta e outras charges de Berryman mostram um urso menor e mais fofo.
O Teddy's bear (tradução literal: "urso do Téo") mais tarde serviria de inspiração a Morris Michtom, dono de uma loja de doces, para criar o brinquedo infantil. Michtom colocou sua criação ao lado da charge protagonizada por Roosevelt, o que popularizou o urso de pelúcia; Michtom então encerrou sua loja de doces e fundou a Ideal Toy Company no ramo de brinquedos.
O museu do urso de pelúcia foi fundado em 1984 e está localizado em Petersfield, Hampshire, na Inglaterra. "Teddy Bear" é o título de uma música cantada por Elvis Presley.